# Viktor Amnér
Viktor Curt Åke Amnér, född 1 februari 1989 i Stockholm, är en svensk före detta professionell ishockeyback som spelar för Mora IK i SHL.